# 臼井站
臼井站（日语：／ Usui eki */?）是位於福岡縣嘉穗郡碓井町（現時：嘉麻市）飯田，九州旅客鐵道（JR九州）上山田線的鐵路車站（廢站）。

## 歷史
- 1895年（明治28年）
  - 4月5日：筑豐鐵道（日语：筑豊鉄道）飯塚站至此站之間開通（上山田線的前身）[1]。
  - 5月5日：開設客運業務（若松至臼井之間共有5個往返班次）。
- 1897年（明治30年）10月1日：九州鐵道（第一代）收購筑豐鐵道。
- 1907年（明治40年）7月1日：九州鐵道被國有化（日语：鉄道国有法），成為國有鐵道的車站[1]。
- 1909年（明治42年）10月12日：若松站至上山田站之間定名為筑豐本線。此站成為筑豐本線的車站。
- 1929年（昭和4年）12月7日：筑豐本線飯塚站至上山田站之間分拆為上山田線。此站成為上山田線車站。
- 1974年（昭和49年）3月5日：結束貨運業務[1]。
- 1984年（昭和59年）2月1日：結束行李起卸業務[1]。
- 1987年（昭和62年）4月1日：因國鐵分割民營化，此站成為九州旅客鐵道的車站[1]。
- 1988年（昭和63年）9月1日：隨著上山田線全線廢除，此站也被廢除[1]。

此站曾經連接明治礦業平山礦業所專用線，當時在臼井站至礦山之間的專用線上會有9600形和D51形蒸氣機車行走。

## 車站構造
此站為地面車站，設有2面3線的月台。此站是直營車站，設有木造站舍。在廢站時的車站地址為嘉穗郡碓井町（現時：嘉麻市），在車站啟用時的車站地址為嘉麻郡碓井村上臼井。

## 車站周邊
- 碓井町公所（現時：嘉麻市政廳唯井綜合分所）
- 碓井町立碓井中學
- 碓井町立碓井小學
- 碓井郵局
- 福岡縣道90號穗波嘉穗線（日语：福岡県道90号穂波嘉穂線）

## 現狀
所有車站設備均被撤走，已經看不到任何痕跡。車站遺址是在嘉麻市巴士「第二保育所前」巴士站附近。

## 相鄰車站
九州旅客鐵道（JR九州）
上山田線
平恒－臼井－大隈

## 注腳
1. 1 2 3 4 5 6 7 8  石野哲 (编).  初版. JTB. 1998-10-01: 803. ISBN 978-4-533-02980-6 （日语）.

## 相關項目
- 日本鐵路車站列表 U
- 兩筑軌道（日语：両筑軌道） - 曾經連接此站的輕便鐵路。